# السلمين (السدة)

تعديل مصدري - تعديل

السلمين محلة تابعة لقرية بيت فائق، التابعة لعزلة جبل عصام بمديرية السدة إحدى مديريات محافظة إب في الجمهورية اليمنية.، بلغ تعداد سكانها 20 حسب تعداد اليمن لعام 2004.